# Estación de Mérida
Estación de Mérida vasútállomás Spanyolországban, Mérida településen.

## Forgalom

### Távolsági
Jelenleg Mérida napi kettő távolsági járattal rendelkezik, amelyeket Talgo VI sorozatú kocsikkal szolgálnak ki: egy Badajoz felé, egy pedig Madrid Chamartín felé.
A múltban az állomás fontos távolsági csomópont volt, mivel 2011. december 11-ig az Arco García Lorca járat összekötötte Badajozt Barcelonával.

## Vasútvonalak
Az állomást az alábbi vasútvonalak érintik:
- Ciudad Real–Badajoz-vasútvonal
- Mérida–Los Rosales-vasútvonal

## Kapcsolódó állomások
A vasútállomáshoz az alábbi állomások vannak a legközelebb: